# Condotta di vita
Condotta di vita (titolo originale in inglese: The Conduct of Life) è una raccolta di saggi filosofico-letterari scritta da Ralph Waldo Emerson a più riprese tra il 1850 e il 1860. Fu pubblicata per la prima volta nel 1860. Resta una delle più importanti opere della letteratura e della filosofia americane.
L'intera raccolta ha esercitato nel tempo un influsso culturale notevole, su autori come Charles Baudelaire, Thomas Carlyle, John Dewey, William James, Stanley Cavell, Harold Bloom. L'autore probabilmente più influenzato da quest'opera è stato Friedrich Nietzsche, che ne aveva comprate ben due copie e che l'aveva letta sia a 17 anni sia diversi anni dopo. Il giovane Nietzsche ne parlava come del libro sulla "filosofia nella vita" e voleva scriverne un riassunto da distribuire ai suoi amici e ne compendiò i contenuti essenziali nei saggi "Fato e storia" e "Volontà e fato". Questi saggi nietzscheiani, a loro volta, sono considerati dagli studiosi di Nietzsche, come Heidegger e Löwith, come gli assi portanti del pensiero di Nietzsche.
Condotta di vita è considerata da alcuni critici la migliore raccolta di saggi di Emerson. Secondo Harold Bloom “l'Emerson più forte è quello dei saggi di Condotta di vita, […] dove stabilisce un ultimo lavoro cruciale per gli americani, in particolare con una grande triade di saggi, “Fato”, “Potenza”, “Illusioni”" (da La saggezza dei libri).

## Edizioni
- Ralph Waldo Emerson, Condotta di vita, traduzione di Beniamino Soressi, collana Le Bighe, Rubbettino Editore, 2008,  pp. 307, cap. 9, ISBN 978-88-498-2024-9.

- Ralph Waldo Emerson, Condurre la vita, traduzione di Anna Maria Nieddu, collana "Filosofia anglo-americana. Testi e interpretazioni", Nino Aragno Editore, 2009,  p. 212, ISBN 978-88-8419-384-1.